# MPH (motorfiets)
MPH is een historisch motorfietsmerk.
De bedrijfsnaam was: Peter Hay, Birmingham.
Dit was een kleine Engelse producent van motorfietsen. MPH kwam in 1921 op de markt met modellen die veel op de Mountaineer leken. Ook de MPH’s hadden een 269cc-tweetaktblok, maar dit stamde van Wall. De machines werden naar keuze met een twee- of drieversnellingsbak en riemaandrijving geleverd. In 1922 werd een 349cc-Broler-tweetaktmotor ingebouwd en de versnellingsbakken, die eerst ook van Wall kwamen, werden nu betrokken bij Albion. In 1922 gingen de MPH-modellen uit productie en in hetzelfde jaar stopte ook Broler.